# TOI-813
TOI-813（TIC 55525572、2MASS J04504658-6054196とも呼称される）とは、地球から858光年 (263パーセク) 離れた位置に存在する明るいG型の準巨星である。ただし、地球からは肉眼で観測できないほど暗い恒星である。TOI-813の質量は太陽の1.32倍、半径は太陽の1.95倍、光度は太陽の4.3倍である。
| 太陽 | TOI-813   |
| ---- | --------- |
| 太陽 | Exoplanet |

## 惑星系
TOI-813の周囲を公転する太陽系外惑星として海王星に似た巨大ガス惑星であるTOI-813 bが発見されている。
| 名称 （恒星に近い順） | 質量 | 軌道長半径 （天文単位） | 公転周期 (日)          | 軌道離心率 | 軌道傾斜角        | 半径         |
| --------------------- | ---- | ----------------------- | ---------------------- | ---------- | ----------------- | ------------ |
| b                     | —    | 0.423+0.031 −0.037      | 83.8911+0.0027 −0.0031 | 0          | 89.64+0.24 −0.27° | 6.71±0.38 R⊕ |